# Изидор Папо
Изидор Папо Исо (Љубушки, 13. децембар 1913 — Београд, 14. октобар 1996) био је лекар-кардиохирург, учесник Народноослободилачке борбе, генерал-пуковник санитетске службе и главни хирург ЈНА и академик САНУ.

## Биографија
Рођен 13. децембра 1913. године у Љубушком. Потиче из породице сефардских Јевреја, чији су преци дошли у XVII веку, након што су били прогнани из Шпаније. После завршене гимназије у Мостару, 1932. године, уписао је студије медицине на Универзитету у Загребу.
После Априлског рата и окупације Краљевине Југославије, 1941. године, одлази у Мостар и ради на хируршком одељењу, а затим одлази у Мостарски НОП одред. Током рата налазио се у хируршкој екипи Врховног штаба НОВ и ПОЈ. За време рата доживео је тешку породичну трагедију. Усташе су му зверски убили преко 50 чланова породице укључујући рођеног брата и сестру.
Године 1944. послат је у савезнички центар у Италију, где је упознао Рода Смита (који га је 1969. године предложио за члана Краљевског хируршког колеџа, који је бројао 50 чланова). По повратку из Италије постао је управник Болничког центра у Новом Саду, а потом је упућен на Сремски фронт, где је руководио покретним хируршким установама.
Године 1946. је послат у Совјетски Савез, на усавршавање код Јудина, Бакуњева и Вишњевског. Тамо је положио и специјалистички испит из хирургије, 1947. године, а 1948. се враћа у земљу и постаје начелник Другог хируршког одељења Главне војне болнице, која је касније прерасла у Војномедицинску академију ЈНА (ВМА). Како је код Јудина научио његову технику реконструкције једњака, почиње да је примењује, али и усавршава. Ова модификација операције се данас у хирургији зове: антетораклана јејунопластика Јудин-Папо. До тада ове болеснике у Југославији нико није оперисао, а како их је било много, Папо је убрзо оперисао 335 болесника са минималним морталитетом од 1,2%, по чему је стекао и међународно признање. Убрзо је постављен за шефа Катедре хирургије и главног хирурга ЈНА.
Затим одлази у САД на усавршавање у кардиохирургији, које се тих година рађала захваљујући усавршавању екстракорпоралне циркулације. Био је у Филаделфији, клиници Мејо, болници Маунт Синај и другим. Враћа се у земљу и почиње да ради операције на срцу и већ 12. новембра 1965. године уграђује прву вештачку валвулу. Урадио је близу 4.000 операција на отвореном срцу.
Године 1950. добио је звање доцента, 1953. ванредног професора, а 1956. редовног професора. За председника Хируршке секције изабран је крајем 1963. године и на тој дужности је остао до 22. јануара 1966. године. У том периоду рад секције је био интензиван. Позивао је и угледне хирурге из иностранства да држе предавања на састанцима Секције.  Напредовао је и у војној каријери. У чин генерал-мајора санитетске службе унапређен је 1958, генерал-потпуковника 4. јула 1961. и генерал-пуковника 22. децембра 1975. године. Активна војна служба му се завршила 1981. године.
Објавио је 217 радова, од тога 13 у иностраним часописима. Био је редактор уџбеника Ратна хирургија. Преко 30 година био је начелник Хируршке клинике ВМА и главни хирург ЈНА. Говорио је седам светских језика, што га је чинило врхунским полиглотом у тадашњој војсци. 
Преминуо је 14. октобра 1996. године и сахрањен је на Јеврејском гробљу у Београду.

## Награде и одликовања
Био је члан удружења хирурга Југославије као и бројних међународних друштава: 
- Аустријског друштва трауматолога,
- Међународног друштва за хидатидологију,
- Научног савета Међународног хируршког друштва,
- Америчког кардиолошког колеџа,
- Немачког хируршког друштва,
- почасни члан Париског друштва хирурга,
- Америчког лекарског друштва, ЦИЦД-а,
- Хируршког друштва Лос Анђелеса,
- члан француске Академије хирургије,
- Перуанске Академије медицинских наука,
- Краљевског колеџа хирургије Енглеске и Ирске,
- Груднохирушког друштва Боливије и др.

Носилац је бројних угледних одликовања и награда: 
- Октобарске награде града Београда,
- Седмојулске награде,
- Награде „22. децембар“,
- Награде АВНОЈ-а,
- Награде Вишњевског (Москва)
- Носилац је Партизанске споменице 1941.
- Ордена југословенске звезде с лентом
- Ордена југословенске заставе са лентом
- Ордена заслуга за народ са златном звездом
- Ордена рада са црвеном заставом
- Ордена за војне заслуге са великом звездом
- Ордена партизанске звезде са сребрним венцем
- Ордена братства и јединства са сребрним венцем
- Ордена народне армије са златним венцем
- Ордена за храброст
- Орден Британске империје другог реда
- Орден Ред престола првог реда
- Орден Републике Египат другог реда
- Орден Афричког ослобођења
- Орден Два Нила
- Орден независности

За дописног члана Српске академије наука и уметности (САНУ) изабран је 21. децембра 1961, а за редовног 7. марта 1968. године.